# 河内寺
河内寺（かわちじ）は、愛媛県新居浜市高木町に所在する真言宗善通寺派の寺院である。

## 概要
東予地方屈指の古刹で白鳳年間の創建とされる。境内からは、百済様式の瓦や川原寺式の流れをくむ瓦が発見されたほか、五重塔の礎石と考えられている心礎と、側柱を載せる12個の礎石群が確認されている。

## 境内
- 山門
- 本堂
- 大師堂
- 駐車場: あり

## 文化財
- 木造薬師如来坐像 1躯（愛媛県指定有形文化財）昭和54年9月14日指定
像高91.5cm、一木造、彫眼、平安時代の10世紀末から11世紀頃の作[2]
- 十二神将像（新居浜市指定有形文化財）昭和52年4月7日指定[3]
- 河内寺の塔礎石（新居浜市指定史跡）昭和52年4月7日指定[3]

## ギャラリー

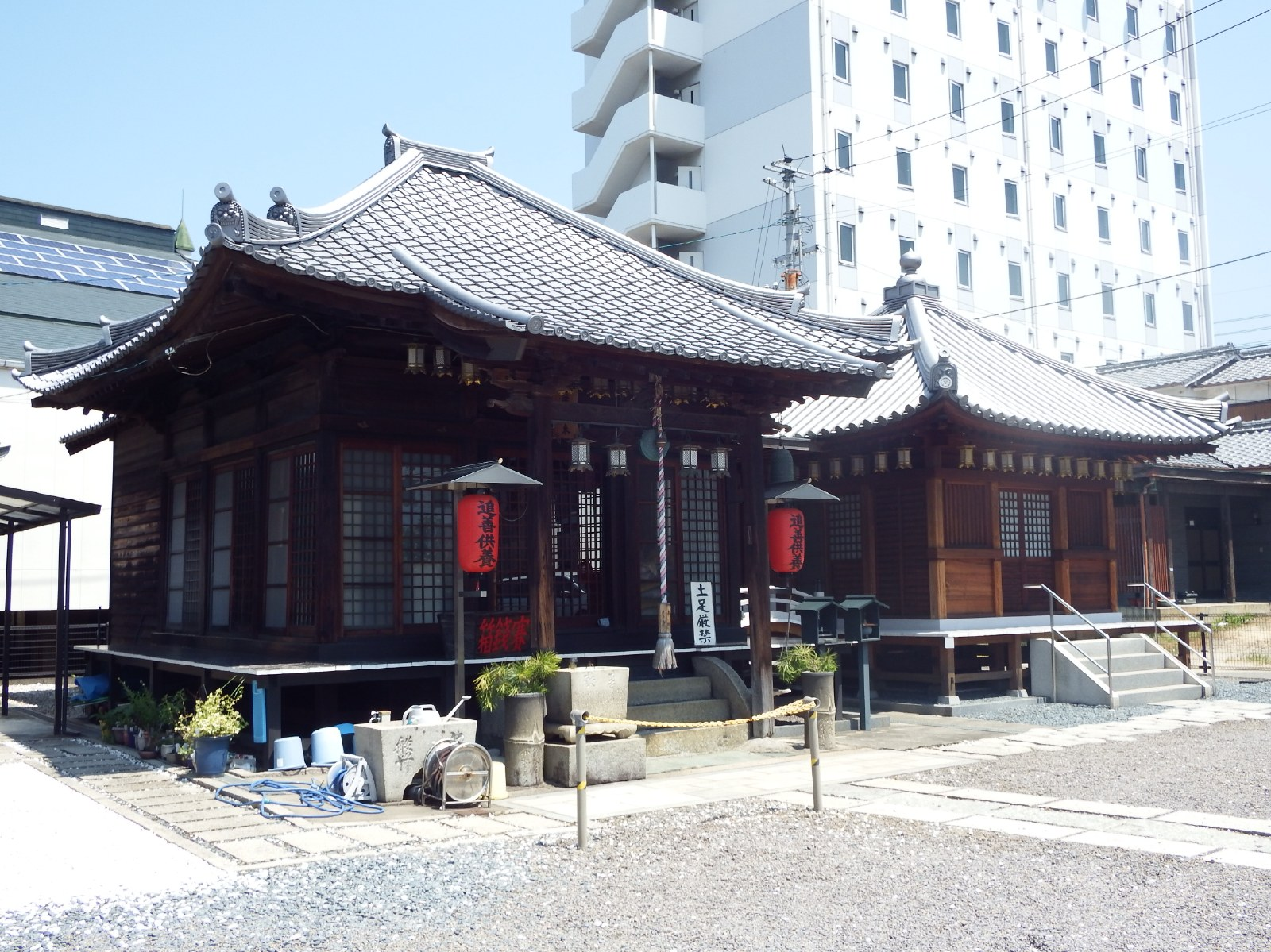
本堂と大師堂
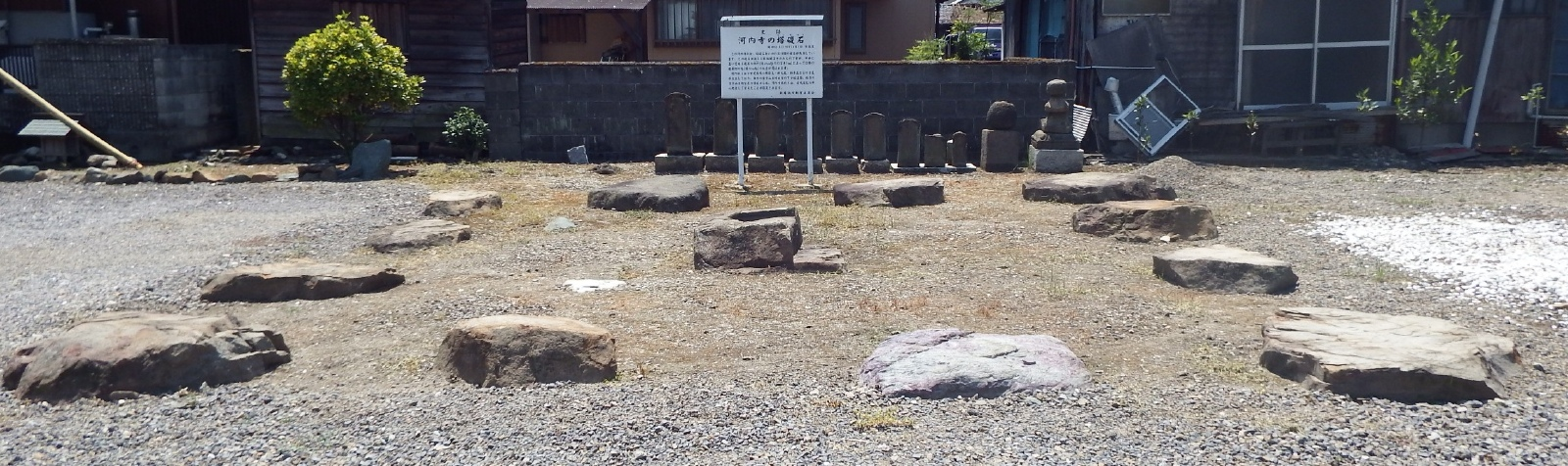
塔礎石